# Handball-Regionalliga Süd 1970/71
Die Saison 1970/71 der Handball-Regionalliga Süd war die zweite Spielzeit, welche der Süddeutschen Handballverband (SHV) organisierte und als zweithöchste Spielklasse im deutschen Ligensystem geführt wurde.

## Süddeutsche Meisterschaft

Landkarte Handball-Regionalliga. Die beiden linken blauen Felder umfassten zu der Zeit den Bereich
der Regionalliga Süd bzw. des SHV

Meister wurde das Team des TSV Birkenau, welches damit auch für die Aufstiegsspiele zur Handball-Bundesliga berechtigt war, sich aber gegen die SG Dietzenbach, Meister der RL-Südwest, nicht durchsetzen konnte. Vizemeister wurde die TS Esslingen, jedoch ohne Qualifikation für die Aufstiegsspiele. Einziger Absteiger war die TSG Ketsch.

## Teilnehmer
An der Regionalliga Süd nahmen 8 Mannschaften teil. Neu waren die Aufsteiger TSV 1860 Ansbach, der TuS Hofweier und der Absteiger aus der Bundesliga die TS Esslingen. Nicht mehr dabei waren der TSV Milbertshofen, Aufsteiger in die Bundesliga, dazu die Absteiger TS Göppingen, TuS Schutterwald und SG 07 St. Leon.
| - TS Esslingen (Absteiger) - TSV Birkenau - TSG Ketsch - TSV Allach 09 | - FT 1844 Freiburg - TSG Oßweil - TuS Hofweier (Aufsteiger) - TSV 1860 Ansbach (Aufsteiger) |  |

## Modus
Es wurde eine Hin- und Rückrunde gespielt. Der Erstplatzierte war Süddeutscher Meister und für die Aufstiegsspiele
 zur Handball-Bundesliga 1971/72 qualifiziert, der Letztplatzierte war Absteiger in seinen Landesverband.

### Abschlusstabelle
Saison 1970/71 
|    | Mannschaft           | Spiele | Punkte |
| -- | -------------------- | ------ | ------ |
| 1. | TSV Birkenau         | 14     | 23:5   |
| 2. | TS Esslingen (A)     | 14     | 23:5   |
| 3. | FT 1844 Freiburg     | 14     | 15:13  |
| 4. | TSG Oßweil           | 14     | 14:14  |
| 5. | TuS Hofweier (N)     | 14     | 13:15  |
| 6. | TSV 1860 Ansbach (N) | 14     | 12:16  |
| 7. | TSV Allach 09        | 14     | 10:18  |
| 8. | TSG Ketsch           | 14     | 2:26   |

- Endspiele um die Meisterschaft wegen Punktgleichheit: TS Esslingen – TSV Birkenau 12:14, 16:22 = 28:36

 Süddeutscher Meister und für die Aufstiegsspiele zur Handball-Bundesliga 1971/72 qualifiziert
  „Für die Regionalliga Süd 1971/72 qualifiziert“ 
  „Absteiger“

## Aufstiegsspiele
Es wurde ein Hin- und Rückspiel ausgetragen, wobei Punkte und Tore aufaddiert wurden.

TSV Birkenau (Süd) : SG Dietzenbach (SW) 15:15 / 15:16 = 30:31

Damit war die SG Dietzenbach für die Handball-Bundesliga 1971/72 qualifiziert.

## Frauen
- 1. 1. FC Nürnberg